# Anoploderma bicolor
Anoploderma bicolor är en skalbaggsart som beskrevs av Guérin-Méneville 1840. Anoploderma bicolor ingår i släktet Anoploderma och familjen långhorningar. Inga underarter finns listade i Catalogue of Life.